# 金誠一
金 誠一（キム・ソンイル、きん せいいち きん せいいつ、朝鮮読み:キム・ソンイル（김성일）、1538年（中宗33年） - 1593年（宣祖26年））は、李氏朝鮮の文官。字は士純、号は鶴峯。諡号は文忠公。義城金氏。

## 略歴
1538年（中宗33年）に安東で生まれる。李滉の弟子となり、1568年（宣祖元年）に31歳で科挙に及第し、正言、掌令、副提学を歴任した。
1590年（宣祖23年）に朝鮮通信使の副使として来日した。帰国後の報告では、西人派の正使黄允吉が日本の来襲を予告したのに対し、東人派で副使の金誠一は日本の来襲はないと異なる見解を述べたが、王朝内の派閥力学により東人派の金誠一の報告が正しいとされた。
1592年（宣祖25年）に文禄・慶長の役が開始されたときは慶尚右兵使であったが、戦前に日本は攻めてこないと間違った報告をしたために逮捕された。しかし、首都の漢城へ移送される途中の稷山で慶尚道招諭使に任命され、義兵の募集で功績を挙げた。これにより慶尚道観察使に昇進し、嘉喜大夫を加えられた。
1593年（宣祖26年）4月に晋州にて51歳で病死した。
死後、大提学（正二品）に追封され、文忠の諡号を贈られ、盧江の退渓廟に祭られた。